# Ximena Chong
Ximena Loreto Chong Campusano (Santiago, 28 de diciembre de 1971) es una abogada especializada en delitos fiscales, blanqueo de capitales y corrupción, participó en particular en las investigaciones del caso Corpesca, del "cártel del fuego", del asunto Narumi o de la operación Lava Jato sobre la constructora OAS en Chile.

## Biografía
Ximena Chong Campusano es hija de Arturo Chong Araya, contador, y Ximena Campusano Brown, dueña de casa. Su abuelo paterno, Arturo Chong Yueng, era carnicero y llegó a Chile desde China en 1935, dónde se instaló en Calama, ubicación donde sus hermanos eran dueños de una pulpería. Su hijo (y padre de Ximena), Arturo Chong Araya, fue jefe de finanzas de Lo Barnechea en 2009. Ximena Chong cuenta que su padre creció en una familia tradicional china y su madre en una familia tradicional chilena, por lo que ella misma creció en una cultura machista.
Chong estudió derecho y luego de obtener su título de abogada, realizó un magíster en derecho público en la Universidad de Chile.
Después de trabajar para el servicio de impuestos internos de Chile, en particular como jefa del departamento jurídico, ingresó en 2003 al ministerio público, a los 33 años. Allí se desempeñó primero como fiscal jefa de la fiscalía local de Valdivia, antes de ser trasladada un año después a la fiscalía Centro Norte, en Santiago. Allí, se desempeñó como jefa de la fiscalía de delitos económicos hasta su disolución en 2011. Luego se desempeñó durante cinco años como jefa de la fiscalía regional Santiago Centro, antes de ser nombrada jefa de la fiscalía de delitos de alta complejidad de la oficina Centro Norte.
Quienes la conocen la describen como "buena estudiante", "feminista" y "de esfuerzo".

## Investigaciones principales
En 2010 ingresó a liderar la investigación del Caso falsos exonerados, la cual fue reforzada por órdenes del fiscal Sabas Chahuán, luego de una reunión sostentida con un grupo de parlamentarios de la Alianza por Chile.
Desde 2015 participó en la investigación sobre corrupción en el caso de la empresa Corpesca, y acusó al senador Jaime Orpis de haber recibido fondos de esa empresa.
En febrero de 2017, el fiscal nacional Jorge Abbott la designó para iniciar la investigación del "cártel del fuego", por delito de cohecho en la contratación por parte de Conaf de tres empresas españolas para hacer frente a los incendios en el Centro-Sur del país.
En 2017 se incorporó a la segunda fase de la investigación chilena por el caso Narumi, en el cual el principal sospechoso es un ciudadano chileno.
También investigó a la empresa OAS en Chile en el contexto de la Operación Lava Jato, por evasión fiscal, delitos tributarios, fraude de subvenciones electorales e infracción a la Ley de Donaciones, que involucra al candidato presidencial Marco Enríquez Ominami.
A partir de 2020 participó en varias investigaciones por hechos relacionados con el estallido social, como el caso de Gustavo Gatica, quien perdió la vista durante una protesta, y el caso de un joven menor de edad que cayó desde el puente Pío Nono en el río Mapocho, y que supuestamente habría sido arrojado por un carabinero. En este contexto, recibió amenazas de muerte. Respecto al caso en el puente Pío Nono, el 12 de julio de 2024 el Cuarto Tribunal Oral en Lo Penal de Santiago determinó de forma unánime la absolución del excarabinero acusado, sumándose como otro fracaso para Chong y recibiendo críticas acusándola de hacer activismo político en contra de Carabineros y llamados a evaluar su permanencia en el Ministerio Público. El 23 de septiembre de 2024, Chong sufrió nuevamente otro revés luego de que la Corte de Apelaciones de Santiago rechazara por unanimidad el recurso de nulidad presentado en contra de la sentencia que absolvió a un carabinero por supuestos apremios ilegítimos en 2018, reiterando de esta forma la inocencia del policía. La serie de controversias en los casos que ha llevado, a generado cuestionamientos de su actuar en el mundo legal y político.